# تاكومي شيما
تاكومي شيما (باليابانية: 島 卓視) (3 أكتوبر 1967 في توكوشيما في اليابان – )؛ هو لاعب كرة قدم ياباني سابق كان يلعب كمهاجم.

## وصلات خارجية
- تاكومي شيما على موقع رابطة كرة القدم اليابانية للمحترفين (اليابانية)
- تاكومي شيما على موقع عالم كرة القدم.نت (الإنجليزية)